# Rocky Creek Dam
Rocky Creek Dam är en dammbyggnad i Australien. Den ligger i kommunen Lismore Municipality och delstaten New South Wales, i den sydöstra delen av landet, omkring 620 kilometer norr om delstatshuvudstaden Sydney.
Runt Rocky Creek Dam är det ganska tätbefolkat, med 52 invånare per kvadratkilometer.. Närmaste större samhälle är Nimbin, omkring 13 kilometer väster om Rocky Creek Dam.
I omgivningarna runt Rocky Creek Dam växer i huvudsak städsegrön lövskog. Genomsnittlig årsnederbörd är 1 776 millimeter. Den regnigaste månaden är januari, med i genomsnitt 298 mm nederbörd, och den torraste är oktober, med 39 mm nederbörd.